# São Lourenço do Bairro
São Lourenço do Bairro is een plaats (freguesia) in de Portugese gemeente Anadia en telt 2 553 inwoners (2001).